# Dinotoperla carpenteri
Dinotoperla carpenteri är en bäcksländeart som beskrevs av Tillyard 1921. Dinotoperla carpenteri ingår i släktet Dinotoperla och familjen Gripopterygidae. Inga underarter finns listade i Catalogue of Life.